# Shaman (finnische Band)
Shaman war eine 1993 gegründete finnische Folk-Metal-Band, die vor allem für die außergewöhnliche Mischung samischer Folklore mit Rock und Metal bekannt wurde. Aus Shaman ging 2003 die Band Korpiklaani hervor. Einziges dauerhaftes Mitglied war der Gitarrist und Sänger Jonne Järvelä.

## Geschichte
Die erste Veröffentlichung der Band stellte 1998 die Ein-Track-Demo Ođđa máilbmi (samisch: Neue Welt) dar. Auf dem ersten Album, Idja (samisch: Nacht), welches 1999 erschien, wurde das Lied Ođđa máilbmi erneut veröffentlicht. Shamániac, das zweite Album, erschien 2002.
2003 löste Järvelä die Band auf, um Korpiklaani zu gründen.

## Stil

### Musik
Shaman kombinierte in ihren Liedern samische Instrumente wie die Schamanentrommel mit denen einer typischen Rock-/Metal-Band (E-Gitarre, E-Bass, Schlagzeug) und Keyboard. Die Kompositionen variieren zwischen Balladen und härteren Folk-Metal-Liedern, die oftmals auch Humppa-Elemente aufgreifen. Neben klarem Gesang, welcher meist gejoikt wird, findet sich überwiegend auf Shamániac härterer, krächzender Gesang, der teilweise dem Growling ähnelt.
Vor allem die Lieder auf Shamániac erinnern stark an die ersten Veröffentlichungen von Korpiklaani. Das Lied Vuola lávlla wurde später lediglich mit einem anderen Text versehen und unter dem Namen Beer, Beer von Korpiklaani wiederveröffentlicht.

### Texte
Mehr als die Hälfte aller Lieder hat überhaupt keinen „richtigen“ Text, der Gesang besteht dort aus reinem Joiken. Bei den wenigen Liedern, die einen Text besitzen ist dieser meist sehr kurz gehalten und immer auf Samisch verfasst.

## Diskografie

### Studioalben
- 1999: Idja (Natural Born Records)
- 2002: Shamániac (Natural Born Records)

### Demos
- 1998: Ođđa mailbmi